# 鐘琴 (銅鐘)

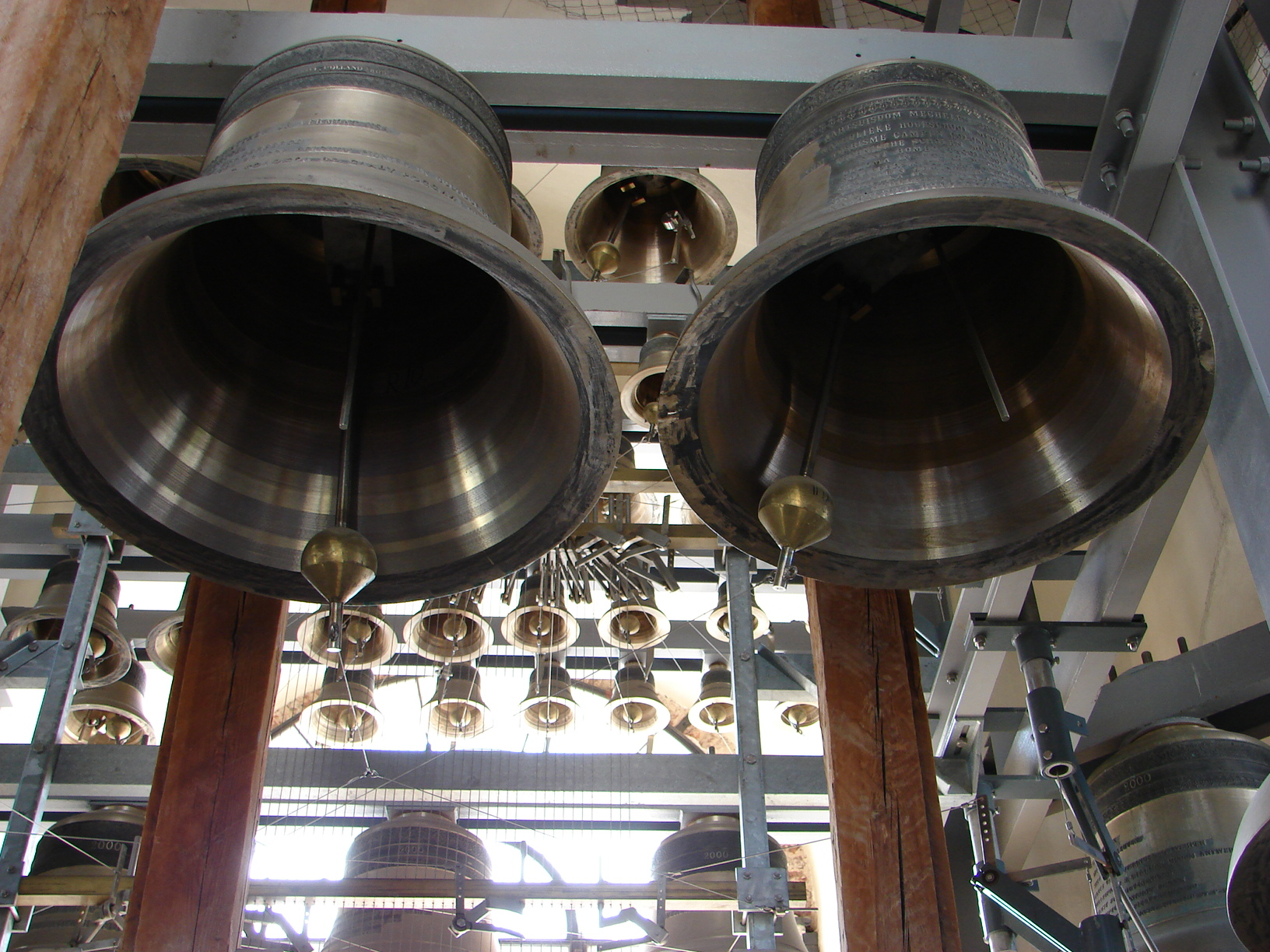
聖彼得堡的彼得保羅大教堂內的鐘琴

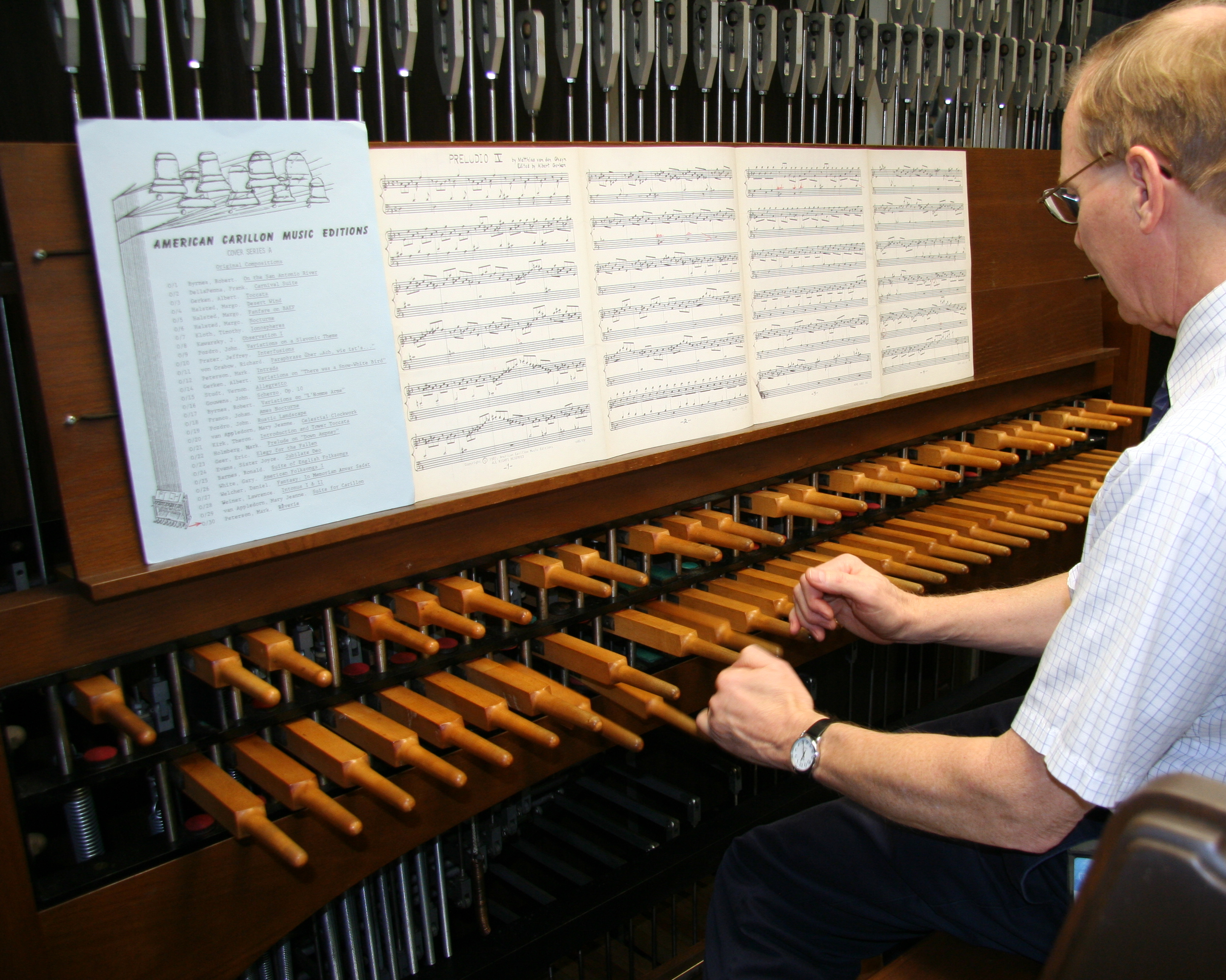
彈奏56個銅鐘構成的鐘琴

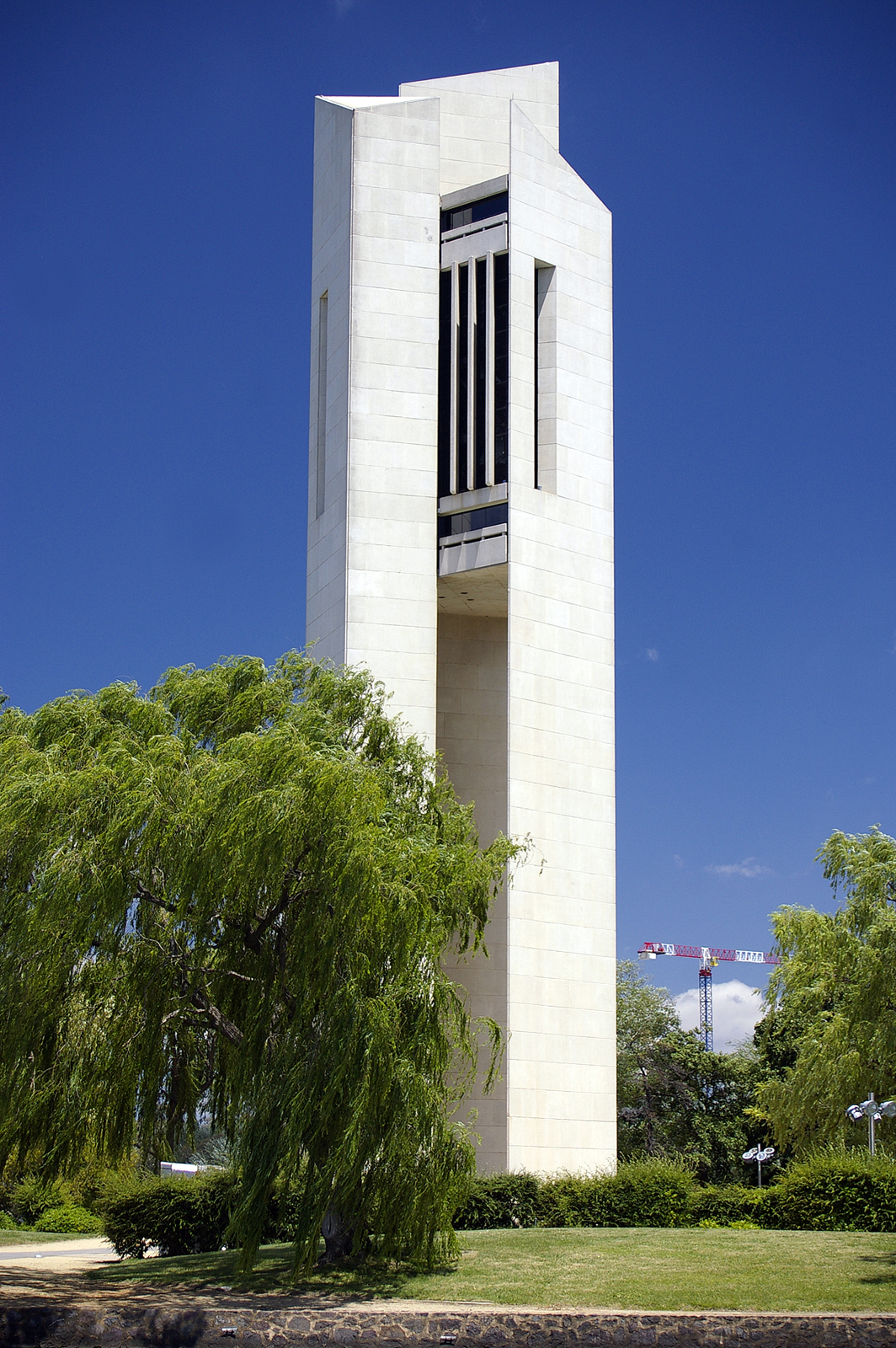
坎培拉的國家鐘樓，內有55個鐘構成的鐘琴。

鐘琴（法語： carillon），是由不同音高的銅鐘構成的打擊樂器。在中國大陸，其中文名稱和一般在樂團中常見的鍵盤形排列的鐘琴（Glockenspiel）同名，但由於其普及性遠不及後者，因此不常被提及。
一套可供演奏用的鐘琴至少設有23個銅鐘。而鐘琴的銅鐘愈多，音域就愈廣。鐘琴通常安置於教堂和市政樓的鐘塔，或置於獨立的鐘塔內。鐘琴的琴鍵排列方法和一般的鍵盤樂器或有音高的敲擊樂器相同，但琴鍵是呈棍狀，並且是豎直呈垂直擺放，下層琴鍵為基本音；上層則為變化音，琴鍵通過連接著的配置，帶動末端的琴槌敲打銅鐘而發聲。演奏者可以運用握拳方式拍打鍵盤桿，或用腳踏控制低音大鐘的鍵盤。鐘琴是現存最重的樂器，大型鐘琴單計銅鐘的總重量已有一百噸。鐘琴最集中的地方是在歐洲的低地國家：荷蘭、比利時、法國北部。
有的鐘琴不安置在鐘塔內，而是可以搬動，甚至能作室內演奏，比如Frank Steijns的流動鐘琴。另外亦有利用機械裝置，令鐘琴可以在不使用演奏者的情況下自行演奏作品。例如以電腦控制、或是放入經過打孔的硬身卡紙，去控制每個銅鐘的開合。

### 錄音
| 彈奏(1927) Percival Price在 渥太華 的 和平塔 先後以鐘琴彈奏「 啊，加拿大 」與「 天佑吾王 」 播放此 有问题？请参见 媒體幫助 。 |

## 大型钟琴
虽然钟琴在欧洲很常见，但是由45个以上的钟组成的大型钟琴并不多见。世界上共有24个大型钟琴，多数位于美国的各个大学里。
- 渥太华的和平胜利塔 （加拿大）
- 多伦多大学的阵亡校友纪念塔（加拿大）
- 里士满的一战纪念塔（美国）
- 阿灵顿的尼德兰钟琴（美国）
- 佛罗里达大学的世纪之塔（美国）
- 密歇根大学的伯顿纪念塔（美国）
- 密歇根大学的卢丽塔（美国）
- 密歇根州立大学的比尔门塔（美国）
- 加州大学圣巴巴拉分校的斯托尔克塔（美国）
- 加州大学河滨分校的钟楼（美国）
- 爱荷华州立大学的斯坦顿纪念钟琴（美国）
- 北爱荷华大学的钟楼（美国）
- 密苏里州立大学的钟楼（美国）
- 明尼苏达州罗彻斯特的布鲁梅尔钟楼（美国）
- 普林斯顿大学的1892届克利夫兰塔（美国）
- 芝加哥大学的洛克菲勒教堂（美国）
- 杜克大学的教堂（美国）
- 佛罗里达州的波克花园（美国）
- 堪培拉的国家钟琴（澳大利亚）
- 惠灵顿的战争纪念园（新西兰）
- 波兰的移动钟琴（波兰）
- 堪萨斯大学的钟楼（美国）
- 维斯比奇研究所的钟楼（英国）
- 德克萨斯大学的奥斯汀钟楼（美国）